# Калиновський Лаврентій
Лаврентій Калино́вський (роки народження і смерті невідомі) — український художник XVIII століття.
Жив і працював у Харкові. Вчився у художників Івана Саблукова і Дмитра Левицького. Мистецьку освіту завершив в Італії. 3 1783, після повернення на батьківщину, був викладачем у художніх класах Харківського колегіуму.